# Ruinele conacului Brâncoveanu-Mavrocordat din Tătărani
Ruinele conacului Brâncoveanu-Mavrocordat din Tătărani este un monument istoric aflat pe teritoriul satului Tătărani, comuna Bărcănești. În Repertoriul Arheologic Național, monumentul apare cu codul 130605.01.